# Elitserien i volleyboll för herrar 2021/2022
Elitserien i volleyboll för herrar 2021/2022 spelas under perioden 25 september 2021 – april 2022. Grundserien spelades 25 september 2021 – 6 mars 2022 och SM-slutspelet spelades 10 mars – 26 april 2022. Hylte/Halmstad VBK blev svenska mästare genom att i finalen besegra Falkenbergs VBK med 3-1 i matcher. Herrlaget gick, precis som klubbens damlag, igenom grundserien obesegrade. 

## Tabell
| Pos | Lag                | M  | V  | F  | P  | SV | SF | SK     | BV   | BF   | BK    | Kvalificering |
| --- | ------------------ | -- | -- | -- | -- | -- | -- | ------ | ---- | ---- | ----- | ------------- |
| 1   | Hylte/Halmstad VBK | 20 | 20 | 0  | 60 | 60 | 4  | 15,000 | 1602 | 1164 | 1,376 | Slutspel      |
| 2   | Falkenbergs VBK    | 20 | 17 | 3  | 52 | 54 | 15 | 3,600  | 1675 | 1381 | 1,213 | Slutspel      |
| 3   | Habo Wolley        | 20 | 12 | 8  | 34 | 39 | 31 | 1,258  | 1582 | 1543 | 1,025 | Slutspel      |
| 4   | Floby VK           | 20 | 12 | 8  | 34 | 41 | 34 | 1,206  | 1728 | 1620 | 1,067 | Slutspel      |
| 5   | Vingåkers VK       | 20 | 10 | 10 | 31 | 37 | 38 | 0,974  | 1648 | 1632 | 1,010 | Slutspel      |
| 6   | Sollentuna VK      | 20 | 10 | 10 | 30 | 38 | 38 | 1,000  | 1650 | 1694 | 0,974 | Slutspel      |
| 7   | Uppsala VBS        | 20 | 8  | 12 | 24 | 31 | 43 | 0,721  | 1528 | 1683 | 0,908 | Slutspel      |
| 8   | Örkelljunga VK     | 20 | 7  | 13 | 21 | 28 | 45 | 0,622  | 1552 | 1666 | 0,932 | Slutspel      |
| 9   | Lunds VK           | 20 | 6  | 14 | 19 | 26 | 48 | 0,542  | 1607 | 1683 | 0,955 |               |
| 10  | Södertelge VBK     | 20 | 3  | 17 | 13 | 24 | 52 | 0,462  | 1536 | 1782 | 0,862 |               |
| 11  | RIG Falköping      | 20 | 5  | 15 | 12 | 22 | 52 | 0,423  | 1490 | 1750 | 0,851 |               |

## Slutspel
|  | Kvartsfinaler och återkval | Kvartsfinaler och återkval |                         |   | Semifinaler         | Semifinaler         |  |  | Final | Final |
|  |                            |                            |                         |   |                     |                     |  |  |       |       |
|  | 10, 16 och 20 mars         |                            |                         |   |                     |                     |  |  |       |       |
|  |                            |                            |                         |   |                     |                     |  |  |       |       |
|  | Falkenbergs VBK            | 3                          |                         |   |                     |                     |  |  |       |       |
|  | Falkenbergs VBK            | 3                          | 3, 6 och 9 april        |   |                     |                     |  |  |       |       |
|  | Uppsala VBS                | 0                          |                         |   |                     |                     |  |  |       |       |
|  | Uppsala VBS                | 0                          | Falkenbergs VBK         | 3 |                     |                     |  |  |       |       |
|  | 12, 17 och 19 mars         |                            | Falkenbergs VBK         | 3 |                     |                     |  |  |       |       |
|  |                            | Vingåkers VK               | 0                       |   |                     |                     |  |  |       |       |
|  | Vingåkers VK               | Vingåkers VK               | 0                       | 3 |                     |                     |  |  |       |       |
|  | Vingåkers VK               |                            | 18, 20, 23 och 26 april | 3 |                     |                     |  |  |       |       |
|  | Habo Wolley                | 0                          |                         |   |                     |                     |  |  |       |       |
|  | Habo Wolley                | 0                          | Falkenbergs VBK         | 1 |                     |                     |  |  |       |       |
|  | 12, 16 och 19 mars         |                            | Falkenbergs VBK         | 1 |                     |                     |  |  |       |       |
|  |                            | Hylte/Halmstad VBK         | 3                       |   |                     |                     |  |  |       |       |
|  | Hylte/Halmstad VBK         | Hylte/Halmstad VBK         | 3                       | 3 |                     |                     |  |  |       |       |
|  | Hylte/Halmstad VBK         | 3, 7 och 9 april           |                         | 3 |                     |                     |  |  |       |       |
|  | Örkelljunga VK             | 0                          |                         |   |                     |                     |  |  |       |       |
|  | Örkelljunga VK             | 0                          | Hylte/Halmstad VBK      | 3 |                     |                     |  |  |       |       |
|  | 12, 16 och 20 mars         |                            | Hylte/Halmstad VBK      | 3 |                     |                     |  |  |       |       |
|  |                            | Floby VK                   | 0                       |   | Match om tredjepris | Match om tredjepris |  |  |       |       |
|  | Floby VK                   | Floby VK                   | 0                       | 3 | Match om tredjepris | Match om tredjepris |  |  |       |       |
|  | Floby VK                   |                            | 16 och 23 april         | 3 |                     |                     |  |  |       |       |
|  | Sollentuna VK              | 0                          |                         |   |                     |                     |  |  |       |       |
|  | Sollentuna VK              | 0                          | Vingåkers VK            | 0 |                     |                     |  |  |       |       |
|  |                            |                            |                         |   |                     |                     |  |  |       |       |
|  | Floby VK                   | 2                          |                         |   |                     |                     |  |  |       |       |
|  | Floby VK                   | 2                          |                         |   |                     |                     |  |  |       |       |

- Slutspelet spelades i bäst av 5 matcher. Slutspelet spelas som kvartsfinaler, semifinaler och final och innehåller inget återkval, vilket förekom de närmast föregående åren.

## Individuella prestationer

### Grundspelet[2]
- Bästa poängplockare:
  - Per set & totalt: Hampus Ekstrand, RIG Falköping, 5,98 poäng/set och 377 poäng totalt
- Bästa servare: 
  - Per set & totalt: Faeez Alloush, Falkenbergs VBK: 0,77 servess/set och 50 serveess totalt
- Bästa blockare: 
  - Per set & totalt: Serigne Fall, Floby VK, 0,85 vinnande block/set och 64 vinnande block totalt
- Bästa lag:
  - Passare:Albin Fransson, Örkelljunga VK
  - Centrar: Robin Råkeberg, Hylte/Halmstad VBK och Serigne Fall, Floby VK
  - Vänsterspikrar: Faeez Alloush, Falkenbergs VBK och August Borna, Lunds VK
  - Högerspiker: Matthew Aubrey, Floby VK

### Slutspelet[3]
- Bästa poängplockare:
  - Per set: Matthew Aubrey, Floby, 4,97 poäng/set
  - Totalt: Marcus Nilsson, Hylte/Halmstad VBK, 154 poäng
- Bästa servare: 
  - Per set: Lars Wilmsen, Habo Wolley, 1,00 serveess/set
  - Totalt: Jovan Delic, Hylte/Halmstad VBK, 21 serveess totalt
- Bästa blockare: 
  - Per set: Joar Jämtsved Millberg, Sollentuna VK, 0,92 vinnande block/set
  - Totalt: Serigne Fall, Floby VK, 25 vinnande block totalt
- Bästa lag:
  - Passare: Alfred Brink, Hylte/Halmstad VBK
  - Centrar: Svante Fridström, Sollentuna VK och Serigne Fall, Floby VK
  - Vänsterspikrar: Leal Junior Juarez Gomez, Hylte/Halmstad VBK och Andrew McWilliam, Habo Wolley
  - Högerspiker: Lars Wilmsen, Habo Wolley

## Fotnoter
1. 1 2 3  ”SM Herr 2021/22 - SM-Slutspel Herrar 2021/22”. Svenska Volleybollförbundet. https://svbf-web.dataproject.com/CompetitionMatches.aspx?ID=280&PID=362. Läst 13 april 2024.
2. ↑  ”Elitserien Herrar 2021/22”. Elitserien Volleyboll. https://svbf-web.dataproject.com/CompetitionHome.aspx?ID=264. Läst 4 april 2022.
3. ↑  ”SM-slutspel Herrar 2021/22”. Elitserien Volleyboll. https://svbf-web.dataproject.com/CompetitionHome.aspx?ID=280. Läst 4 april 2022.